# Leonida Colescu
Leonida Colescu (n. 1872, România – d. 1940, România) a fost un statistician, economist și demograf român, considerat, împreună cu Dionisie Pop Marțian, unul dintre ctitorii statisticii moderne românești. A condus Institutul de Statistică al României între 1899 și 1922, contribuind la organizarea primelor recensăminte moderne ale populației, animalelor și industriei.

## Biografie

### Educație
Leonida Colescu a absolvit Facultatea de Drept a Universității din București în 1892, obținând ulterior doctoratul în științe economice și financiare la Universitatea din Bruxelles în 1897.

### Carieră profesională
În 1899, la doar 27 de ani, a fost numit conducător al Institutului de Statistică al României, funcție pe care a deținut-o până în 1922. A fost membru al Institutului Internațional de Statistică (1910), administrator al Institutului Economic Român (1923), președinte al Consiliului Superior de Statistică (1925) și membru al Comisiei pentru Recensământul General al Populației (1929). Din 1930, a fost profesor de demografie la Școala Superioară de Statistică. În 1937, a devenit membru fondator și vicepreședinte al Societății Române de Statistică. Și-a dat demisia din funcția de conducător al Institutului de Statistică în 1922, din cauza dezacordurilor privind reorganizarea instituției.

## Activitate științifică

### Statistica populației
Leonida Colescu a organizat și coordonat Recensământul populației din 1899, transformându-l dintr-un recensământ fiscal într-unul statistic modern, introducând buletine de familie cu indicatori demografici, sociali și economici. Recensământul din 1912, realizat sub o lege specială, a stabilit principii precum universalitatea, periodicitatea decenală și confidențialitatea datelor, devenind un model pentru cercetările ulterioare. A publicat lucrări precum *Statistica ș tiutorilor de carte din România* (1915) și *Statistica profesiunilor din România* (1921).

### Statistica agricolă
A coordonat Recensământul animalelor din 1900, utilizând metode moderne și introducând indicatori precum profesia deținătorilor de animale. În 1916, a organizat un nou recensământ al animalelor în condiții de război, incluzând pentru prima dată înregistrarea raselor. Studiile sale, precum *Statistica agricolă a României* (1907), au analizat suprafețele cultivate, producția agricolă și dotarea tehnică a gospodăriilor.

### Statistica industrială
Ancheta industrială din 1901-1902, una dintre primele de acest gen în Europa, a analizat industria mare, mijlocie și mică, delimitându-le după forța motrice și capital. A inclus prima înregistrare statistică a forței de muncă din industrie, oferind o imagine detaliată a activității industriale a României.

### Publicații și editoriale
A fondat și editat *Buletinul Statistic al României* (1899–1922), *Bibliografia economică a României* (1908–1915, 1921–1941) și a publicat primul *Anuar Statistic al României* (1904). A întocmit *Dicționarul statistic* (1914–1915), o lucrare unică în România, cu date detaliate despre populație și organizarea administrativă.

## Lucrări
- Recensământul general al populațiunii României din decembrie 1899, 1905
- Progresele economice ale României, îndeplinite sub domnia Majestății Sale Regelui Carol I (1866-1906), 1907
- Progresele Dobrogei de la anexare până astăzi (1878-1906), 1907
- Statistica agricolă a României, 1907
- Anuarul Statistic al României, 1904
- Statistica ș tiutorilor de carte din România, 1915
- Statistica profesiunilor din România, 1921
- Statistica demografică a României; Populația Regatului Român, 1921
- Dicționar statistic, 2 volume, 1914–1915
- Ancheta industrială din 1901-1902, vol. 1
- Legea rurală din 1864 și statistica țăranilor împroprietăriți, 1900
- Comerțul de cereale al principalelor țări din lume, 1902
- Cultura cerealelor în principalele țări din lume, 1903
- Populația de origine mozaică din România, 1915
- Comerțul exterior al României, înainte și după Primul Război Mondial, 1926

## Premii și recunoaștere
- Membru al Institutului Internațional de Statistică (1910)
- Membru fondator și vicepreședinte al Societății Române de Statistică (1937)
- Omagiu postum la sesiunea științifică organizată de Academia Română (2002)

## In memoriam
Leonida Colescu a murit în 1940. Opera sa rămâne un reper fundamental pentru statistica românească, contribuțiile sale fiind recunoscute ca un moment de referință în dezvoltarea științifică a domeniului.